# Lui
Lui，或Lui、lui 可能指：

## 語言

### 三合字母
- lui在意大利語中可以是他、它的意思。

## 人名
Lui可能為以下中文姓氏的轉寫：
- 粵語、上海話、客家話的雷、呂。
- 閩南話的蕊